# Anydraula glycerialis
Anydraula glycerialis là một loài bướm đêm thuộc họ Crambidae. Nó được tìm thấy ở Queensland và New South Wales.

## Hình ảnh

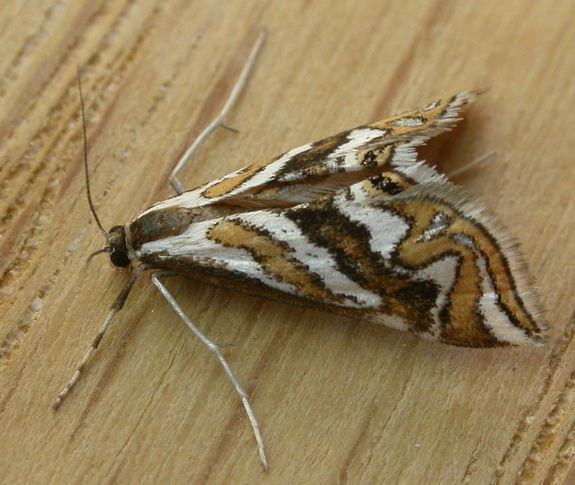